# St. Anna (Karbach, Hunsrück)
St. Anna ist der Name einer römisch-katholischen Kapelle in Karbach im Rhein-Hunsrück-Kreis in Rheinland-Pfalz. Sie liegt in der Ortsmitte in der St.-Quintin-Straße 9. Der Saalbau von 1770 wurde 1923 erweitert.
Die Kapelle gehört zur Pfarrei Vorderhunsrück St. Hildegard mit Sitz in Emmelshausen im Pastoralen Raum Sankt Goar und ist ein eingetragenes Kulturdenkmal.
Im Sommer findet traditionell die St.-Anna-Kirmes statt.

## Geschichte
Die Kapelle wurde 1700 erweitert, als Filialkirche 1770 neu gebaut und 1923 vergrößert.
Das Patrozinium der heiligen Anna ist für 1656 und 1952 belegt.